# Пино гри
Пино гри (фр. Pinot gris) је сорта белог грожђа која води порекло из Бургундије у Француској и настала је мутацијом од пино блана. Сиве је боје, али може имати тонове од беле па до црне. Има укус поморанџе и брескве. Гаји се и у Аустрији, Словачкој, затим Немачкој, Луксембургу, Мађарској, Аргентини, али и у Србији („бургундац сиви“), Хрватској и др. 